# 秦家庄乡
秦家庄乡，是中华人民共和国山西省晋城市陵川县下辖的一个乡镇级行政单位。2021年5月6日，撤销秦家庄乡，整建制并入平城镇。

## 行政区划
秦家庄乡下辖以下地区：
秦家庄村、桥将村、北坡村、原庄村、复庄村、蒲水村、司家河村、杨家河村、申家沟村、马家庄村、新村、和家脚村、柳义村、庞家川村、西脚村、德义村、宋家坡村、金家岭村、赵家背村、候家庄村、贾家岭村、石井村、鲁山村和三道河村。